# 五萼冷水花
五萼冷水花（学名：Pilea boniana）是荨麻科冷水花属的植物。分布在越南以及中国大陆的云南、广西、贵州等地，生长于海拔300米至2,200米的地区，常生长在石灰岩山坡山谷林下以及林缘岩石上，目前尚未由人工引种栽培。

## 异名
- Pilea alongensis auct. non Gagnep.
- Pilea morseana Hand.-Mazz.